# Cimarron uruguaio

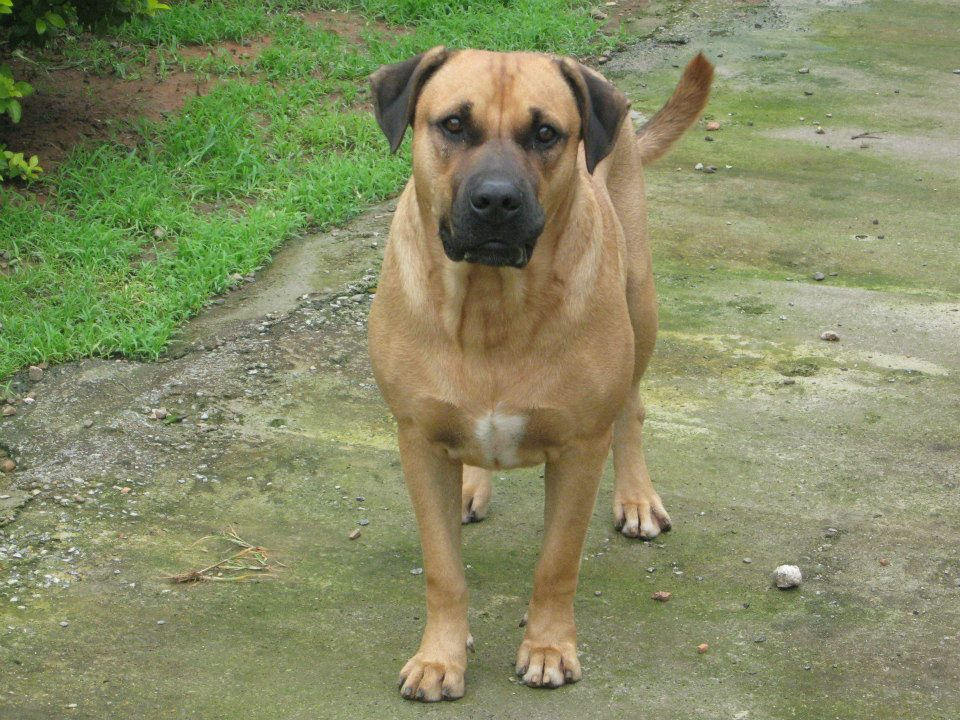
Cimarron Uruguayo

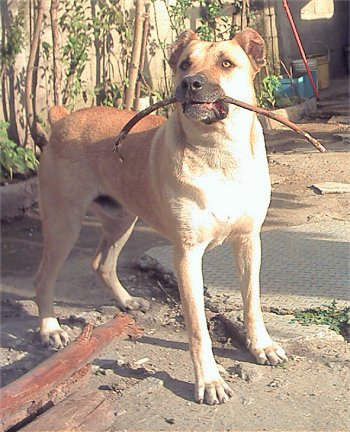
cão macho de dois anos (2004)

Cimarron uruguaio[Nota] é uma raça canina assilvestrada e recentemente redomesticada oriunda do Uruguai. A sua origem, bem como a de muitas outras raças, é bem discutida. Embora se saiba que descendam de cães espanhóis e portugueses abandonados na colônia. Descende provavelmente do Cão Fila de São Miguel, cujo porte e aparência são muito semelhantes. Este cão tornou-se selvagem durante a guerra da independência do Uruguai no final do século XVIII, tendo uma população selvagem muito grande, causando problemas aos fazendeiros da região. Como consequência disto, o Governo do país naquela época promoveu incentivo para que se exterminasse a raça que se encontrava na natureza, tendo sido mortos mais de 300 mil cães em estado selvagem. Algumas matilhas conseguiram escapar do extermínio e foram domesticadas, selecionados ao longo dos anos e agora estes caninos tornaram-se animais de trabalho usados como cão de guarda e boiadeiro. Fisicamente podem chegar a pesar 45 kg e medir 61 cm na altura da cernelha.